# Merenius proximus
Merenius proximus är en spindelart som beskrevs av Roger de Lessert 1929. Merenius proximus ingår i släktet Merenius och familjen flinkspindlar.
Artens utbredningsområde är Kongo. Utöver nominatformen finns också underarten M. p. quadrimaculatus.